# عمار بخاري
عمار عدنان بخاري (مواليد 2 مايو 2000) هو لاعب كرة قدم سعودي.

## مسيرة اللاعب
لعب في الفئات السنية في النادي الأهلي ونادي الجبلين ونادي البكيرية.